# Montesquiu de Guitaud
Montesquiu de Guitaud (francès Montesquieu-Guittaut) és un municipi francès situat al departament de l'Alta Garona i a la regió d'Occitània.